# I Nomadi interpretano Guccini
I Nomadi interpretano Guccini è il quarto album in studio della band italiana Nomadi; venne pubblicato in Italia nel 1974 dalla Columbia.

## Descrizione
I Nomadi, dopo sei anni dall'ultimo brano di Francesco Guccini che avevano interpretato, decisero di omaggiarlo con questo album, in cui riarrangiarono completamente sei dei suoi brani che registrarono in quadrifonia.
È il primo album con Chris Dennis alla chitarra, che aveva sostituito Franco Midili, definitivamente uscito dal gruppo dopo avervi fatto ritorno per circa un anno.
I sei brani presenti sono stati tratti da due album di Francesco Guccini: Asia, L'isola non trovata e La collina da L'isola non trovata, del 1970, mentre Il vecchio e il bambino, Piccola città e Canzone della bambina portoghese da Radici del 1972.

## Tracce
Lato A
1. Asia   (7' 20")
2. Il vecchio e il bambino   (5' 35")
3. Piccola città   (7' 02")

Lato B
1. Canzone della bambina portoghese   (6' 50")
2. L'isola non trovata   (5' 53")
3. La collina   (5' 00")

## Formazione
- Augusto Daolio – voce, sintetizzatore
- Beppe Carletti – tastiera
- Chris Dennis – chitarra, mellotron, ARP
- Umberto Maggi – basso
- Paolo Lancellotti – batteria